# Ill.Skillz
Ill.Skillz ist eine ehemalige Drum-and-Bass-Gruppe, die 2001 in Wien gegründet wurde. Die Gruppe bestand aus David Kulenkampff (D.Kay) und Philipp Roskott (Raw.Full), die sich 1999 beim Promoten von Events für trife.life kennenlernten.
Ill.Skillz ist mittlerweile nur mehr ein Alias für Philipp Roskott (Raw.Full).

## Diskografie

### LPs
| Katalog  | Titel             | Jahr |
| -------- | ----------------- | ---- |
| ILL013CD | Nectar & Ambrosia | 2011 |
| DM427    | Smash The Parade  | 2013 |

### EPs
| Katalog  | Titel           | Jahr |
| -------- | --------------- | ---- |
| TD007    | Fusion Dance EP | 2002 |
| DSCI4010 | The Remix EP    | 2003 |
| DM406    | Who Is Crazy EP | 2013 |

### Singles
| Katalog | Titel                                                               | Jahr |
| ------- | ------------------------------------------------------------------- | ---- |
| CRIT008 | Forgive Myself (Remix) / Forgive Myself                             | 2003 |
| ILL001  | Bowser / Soulshaker                                                 | 2003 |
| ILL002  | Fusion Dance (Remix) / Move It                                      | 2004 |
| ILL003  | Watch Me Now (With Concord Dawn)                                    | 2004 |
| ILL004  | Soulshaker (Remix)                                                  | 2004 |
| ILL005  | The Beat                                                            | 2005 |
| METH065 | When Worlds Collide / Clownz                                        | 2005 |
| ILL006  | Colours Of Noize (With Calyx) / Guru                                | 2006 |
| ILL007  | Can't Touch This                                                    | 2006 |
| ILL008  | Watch Me Now (With Concord Dawn) (Remix) / The Great Escape         | 2007 |
| ILL010  | Exodus / Move It (Chris Su & SKC Remix)                             | 2009 |
| NHS155  | Directions (For Hospital Records' Compilation album „Sick Music 2“) | 2010 |
| ILL011  | Backtrack / Stella Nova                                             | 2010 |
| ILL012  | Gridline (with Logistics) / They Could Love                         | 2010 |
| DM340   | Birdz                                                               | 2012 |

### Remixes
| Katalog    | Interpret                        | Titel                               | Jahr |
| ---------- | -------------------------------- | ----------------------------------- | ---- |
| TD004      | Tomkin                           | E-Sparks (Ill.Skillz Remix)         | 2001 |
| MV005      | Imagination D                    | The War Is Over (Ill.Skillz Remix)  | 2003 |
| BRK001     | K.D.S. (Feat. Robbie Craig)      | The Experience (Ill.Skillz Remix)   | 2004 |
| PROOF24X   | DuMonde                          | Human (Ill.Skillz Remix)            | 2004 |
| FREAK005   | Concord Dawn                     | Bad Bones (Ill.Skillz Remix)        | 2004 |
| HOSTILE003 | Sunchase (Feat. Yana Kay)        | Remember Me (Ill.Skillz Remix)      | 2004 |
| ILL003     | D.Kay & Epsilon                  | Platinum (Ill.Skillz Remix)         | 2004 |
| SANTW300   | D.Kay & Epsilon (feat. MC Verse) | Honey (Ill.Skillz Remix)            | 2004 |
| ILL004     | Black Sun Empire                 | B Negative (Ill.Skillz Remix)       | 2005 |
| VRS015     | Ed Rush & Optical                | Sick Note (Ill.Skillz Remix)        | 2005 |
| PRCSN28    | Makai                            | Beneath The Mask (Ill.Skillz Remix) | 2007 |
| NHS155     | Logistics                        | Warehouse (Ill.Skillz Remix)        | 2010 |
|            | fii                              | I Still Love You (Ill.Skillz Remix) | 2012 |

### Featured
| Katalog      | Titel                                       | Gemixt von       | Jahr |
| ------------ | ------------------------------------------- | ---------------- | ---- |
| RUN33747     | At Close Range                              | AK1200           | 2003 |
| BSECD001     | Driving Insane                              | Black Sun Empire | 2004 |
| 05161-2      | Inside Aut: The Austrian Drum & Bass League | Huda             | 2004 |
| HUMA8008-2   | The Dungeonmaster's Guide                   | Dieselboy        | 2004 |
| RHLP05       | Skool Of Hard Knocks                        | Bad Company UK   | 2004 |
| METH05CD     | MDZ.05                                      | Goldie           | 2005 |
| ASHADOW952CD | Moving Shadow 05.2                          | Calyx            | 2005 |
| WSMCD218     | Drum & Bass Essentials                      | DJ Hype          | 2005 |